# Condado de Požega-Eslavônia
O Condado de Požega-Eslavônia (em croata: Požeško-slavonska županija) é um condado da Croácia. Sua capital é a cidade de Požega. Localiza-se na zona oriental do país e possuía 85 831 habitantes no censo de 2001.

## Divisão administrativa
O Condado está dividido em 5 Cidades e 5 Municípios.
As cidades são:
- Kutjevo
- Lipik
- Pakrac
- Pleternica
- Požega

Os municípios são:
- Brestovac
- Čaglin
- Jakšić
- Kaptol
- Velika